# 鲁斯
鲁斯，是西班牙安达卢西亚自治区哈恩省的一个市镇。总面积47平方公里，总人口3759人（2001年），人口密度80人/平方公里。